# Cyprus Cup 2017
La Cyprus Cup 2017 è stata la decima edizione della Cyprus Cup, un torneo a inviti per Nazionali di calcio femminile tenuto a Cipro con cadenza annuale. Il torneo è disputato tra il 1º all'8 marzo 2017. La Svizzera ha vinto il torneo per la prima volta.

## Formula del torneo
La Cyprus Cup si svolge in due fasi:
La prima parte della competizione è una fase a gironi in cui le dodici squadre invitate sono divise in tre gruppi di quattro squadre ciascuno. Similmente all'Algarve Cup, le squadre inserite nei Gruppo A e Gruppo B sono nazionali che occupano i vertici della classifica mondiale della FIFA e che hanno potenzialmente più possibilità di conquistare il trofeo. A questi è affiancato un Gruppo C costituito da squadre che occupano posizioni inferiori nella classifica mondiale. Ogni gruppo disputa un girone all'italiana di sei partite, con ogni squadra che gioca una partita contro ciascuna delle altre squadre dello stesso gruppo.
La seconda fase è un unico "finals day" in cui sei partite che coinvolgono tutte le dodici squadre sono giocate per determinare la classifica finale del torneo, con i match-up come segue:
- Finale: si incontrano le squadre prime classificate nei Gruppi A e B.
- Finale per il terzo posto: si incontrano la prima classificata del Gruppo C e la migliore seconda classificata nei Gruppi A e B.
- Quinto posto: si incontrano la seconda classificata del Gruppo C e la perdente tra le seconde classificate nei Gruppi A e B.
- Settimo posto: si incontrano le terze classificate nei Gruppi A e B.
- Nono posto: si incontrano la terza classificata del Gruppo C la migliore quarta classificata nei Gruppi A e B.
- Undicesimo posto: si incontrano la quarta classificata del Gruppo C e la perdente tra le quarte classificate nei Gruppi A e B.

## Nazionali partecipanti
- Austria
- Belgio
- Canada
- Corea del Nord

- Corea del Sud
- Galles
- Irlanda
- Italia

- Rep. Ceca
- Scozia
- Svizzera
- Ungheria

## Fase a gironi

### Gruppo A
| Pos. | Squadra        | Pt | G | V | N | P | GF | GS | DR  |
| ---- | -------------- | -- | - | - | - | - | -- | -- | --- |
| 1.   | Svizzera       | 7  | 3 | 2 | 1 | 0 | 9  | 2  | +7  |
| 2.   | Corea del Nord | 6  | 3 | 2 | 0 | 1 | 7  | 2  | +5  |
| 3.   | Belgio         | 4  | 3 | 1 | 1 | 1 | 7  | 7  | 0   |
| 4.   | Italia         | 0  | 3 | 0 | 0 | 3 | 1  | 13 | -12 |

| Nicosia 1º marzo 2017, ore 14:30                                                  | Corea del Nord | 3 – 0 referto | Italia | Gymnastikos Syllogos Zīnōn |
| \| \| \| \| \| Kim Yun-mi 3’ Ri Kyong-hyang 48’ Ho Un-byol 50’ \| Marcatori \| \| |                |               |        |                            |
|                                                                                   |                |               |        |                            |
| Kim Yun-mi 3’ Ri Kyong-hyang 48’ Ho Un-byol 50’                                   | Marcatori      |               |        |                            |

| Nicosia 1º marzo 2017, ore 17:30                                             | Belgio    | 2 – 2               | Svizzera | Gymnastikos Syllogos Zīnōn |
| \| \| \| \| \| Mermans 31’ Cayman 78’ \| Marcatori \| 26’ Abbé 88’ Kuster \| |           |                     |          |                            |
|                                                                              |           |                     |          |                            |
| Mermans 31’ Cayman 78’                                                       | Marcatori | 26’ Abbé 88’ Kuster |          |                            |

| Larnaca 3 marzo 2017, ore 14:30             | Svizzera  | 1 – 0 | Corea del Nord | Stadio Antōnīs Papadopoulos |
| \| \| \| \| \| Kiwic 88’ \| Marcatori \| \| |           |       |                |                             |
|                                             |           |       |                |                             |
| Kiwic 88’                                   | Marcatori |       |                |                             |

| Larnaca 3 marzo 2017, ore 17:30                                                                                   | Italia    | 1 – 4 referto                                                       | Belgio | Stadio Antōnīs Papadopoulos |
| \| \| \| \| \| Sabatino 9’ \| Marcatori \| 10’ (rig.) Wullaert 39’ Van Wynendaele 64’ Coutereels 81’ Philtjens \| |           |                                                                     |        |                             |
| |           |                                                                     |        |                             |
| Sabatino 9’ | Marcatori | 10’ (rig.) Wullaert 39’ Van Wynendaele 64’ Coutereels 81’ Philtjens |        |                             |

| Larnaca 6 marzo 2017, ore 14:30                                                                    | Italia    | 0 – 6 referto                                                    | Svizzera | Stadio Antōnīs Papadopoulos |
| \| \| \| \| \| \| Marcatori \| 6’ Humm 21’, 50’ Reuteler 33’ Wälti 81’, 83’ (rig.) Crnogorcevic \| |           |                                                                  |          |                             |
| |           |                                                                  |          |                             |
| | Marcatori | 6’ Humm 21’, 50’ Reuteler 33’ Wälti 81’, 83’ (rig.) Crnogorcevic |          |                             |

| Nicosia 6 marzo 2017, ore 14:30                                                                                    | Corea del Nord | 4 – 1           | Belgio | Gymnastikos Syllogos Zīnōn |
| \| \| \| \| \| Kim Nam-hui 7’ Ho Un-byol 30’ Wi Jong-sim 57’ Kyong Hyang-ri 71’ \| Marcatori \| 62’ Vanmechelen \| |                |                 |        |                            |
| |                |                 |        |                            |
| Kim Nam-hui 7’ Ho Un-byol 30’ Wi Jong-sim 57’ Kyong Hyang-ri 71’                                                   | Marcatori      | 62’ Vanmechelen |        |                            |

### Gruppo B
| Pos. | Squadra       | Pt | G | V | N | P | GF | GS | DR |
| ---- | ------------- | -- | - | - | - | - | -- | -- | -- |
| 1.   | Corea del Sud | 7  | 3 | 2 | 1 | 0 | 4  | 0  | +4 |
| 2.   | Scozia        | 6  | 3 | 2 | 0 | 1 | 6  | 5  | +1 |
| 3.   | Austria       | 4  | 3 | 1 | 1 | 1 | 4  | 3  | +1 |
| 4.   | Nuova Zelanda | 0  | 3 | 0 | 0 | 3 | 2  | 8  | -6 |

| Larnaca 1º marzo 2017, ore 14:30                                                           | Nuova Zelanda | 2 – 3 referto                      | Scozia | Stadio Antōnīs Papadopoulos |
| \| \| \| \| \| White 20’ Hearn 90+2’ \| Marcatori \| 9’ J. Ross 83’ Cuthbert 87’ Little \| |               |                                    |        |                             |
|                                                                                            |               |                                    |        |                             |
| White 20’ Hearn 90+2’                                                                      | Marcatori     | 9’ J. Ross 83’ Cuthbert 87’ Little |        |                             |

| Larnaca 1º marzo 2017, ore 17:30 | Corea del Sud       | 0 – 0 referto | Austria | Stadio Antōnīs Papadopoulos\| Arbitro: \| Marta Huerta de Aza \| |
| Arbitro:                         | Marta Huerta de Aza |               |         |                                                                  |

| Arbitro: | Sofia Karagiorgi |

|                                 |           |  |
| Billa 19’ Aschauer 53’ Eder 77’ | Marcatori |  |

| Nicosia 3 marzo 2017, ore 17:30                                          | Scozia    | 0 – 2 referto                          | Corea del Sud | Stadio Neo GSP |
| \| \| \| \| \| \| Marcatori \| 48’ Kim Soo-yun 74’ (rig.) Cho So-hyun \| |           |                                        |               |                |
|                                                                          |           |                                        |               |                |
|                                                                          | Marcatori | 48’ Kim Soo-yun 74’ (rig.) Cho So-hyun |               |                |

| Arbitro: | Lucie Sulcova |

|           |           |                                   |
| Billa 65’ | Marcatori | 58’ J. Ross 78’ L. Ross 90’ Evans |

| Larnaca 6 marzo 2017, ore 14:30                                | Nuova Zelanda | 0 – 2                        | Corea del Sud | Stadio Antōnīs Papadopoulos |
| \| \| \| \| \| \| Marcatori \| 52’ Kang Yu-mi 53’ Ji So-yun \| |               |                              |               |                             |
|                                                                |               |                              |               |                             |
|                                                                | Marcatori     | 52’ Kang Yu-mi 53’ Ji So-yun |               |                             |

### Gruppo C
| Pos. | Squadra   | Pt | G | V | N | P | GF | GS | DR |
| ---- | --------- | -- | - | - | - | - | -- | -- | -- |
| 1.   | Irlanda   | 7  | 3 | 2 | 1 | 0 | 3  | 0  | +3 |
| 2.   | Galles    | 4  | 3 | 1 | 1 | 1 | 2  | 1  | +1 |
| 3.   | Ungheria  | 4  | 3 | 1 | 1 | 1 | 2  | 3  | -1 |
| 4.   | Rep. Ceca | 1  | 3 | 0 | 1 | 2 | 1  | 4  | -3 |

| Paralimni 1º marzo 2017, ore 14:30                       | Rep. Ceca | 0 – 2                  | Irlanda | Stadio Tasos Markou |
| \| \| \| \| \| \| Marcatori \| 25’ Roche 87’ O'Gorman \| |           |                        |         |                     |
|                                                          |           |                        |         |                     |
|                                                          | Marcatori | 25’ Roche 87’ O'Gorman |         |                     |

| Paralimni 1º marzo 2017, ore 17:30                      | Ungheria  | 0 – 2                 | Galles | Stadio Tasos Markou |
| \| \| \| \| \| \| Marcatori \| 34’ Ward 66’ Estcourt \| |           |                       |        |                     |
|                                                         |           |                       |        |                     |
|                                                         | Marcatori | 34’ Ward 66’ Estcourt |        |                     |

| Paralimni 3 marzo 2017, ore 14:30 | Galles | 0 – 0 | Rep. Ceca | Stadio Tasos Markou |

| Paralimni 3 marzo 2017, ore 17:30 | Irlanda | 0 – 0 referto | Ungheria | Stadio Tasos Markou |

| Paralimni 6 marzo 2017, ore 14:30            | Irlanda   | 1 – 0 | Galles | Stadio Tasos Markou |
| \| \| \| \| \| McCabe 24’ \| Marcatori \| \| |           |       |        |                     |
|                                              |           |       |        |                     |
| McCabe 24’                                   | Marcatori |       |        |                     |

| Paralimni 6 marzo 2017, ore 17:30                                      | Rep. Ceca | 1 – 2                 | Ungheria | Stadio Tasos Markou |
| \| \| \| \| \| Martínková 86’ \| Marcatori \| 27’ Németh 88’ Zeller \| |           |                       |          |                     |
|                                                                        |           |                       |          |                     |
| Martínková 86’                                                         | Marcatori | 27’ Németh 88’ Zeller |          |                     |

## Incontri per i piazzamenti
Tutti gli orari sono in ora locale (UTC+0)

### 11º posto
| Larnaca 8 marzo 2017, ore 11:00 | Italia    | 6 – 2 referto                      | Rep. Ceca | Gymnastikos Syllogos Zīnōn |
| \| \| \| \| \| Girelli 38’, 40’ Parisi 45’ Bonansea 49’ Gabbiadini 55’ Giugliano 90+3’ \| Marcatori \| 9’ Chlastáková 83’ (rig.) Svitková \| |           |                                    |           |                            |
| |           |                                    |           |                            |
| Girelli 38’, 40’ Parisi 45’ Bonansea 49’ Gabbiadini 55’ Giugliano 90+3’                                                                      | Marcatori | 9’ Chlastáková 83’ (rig.) Svitková |           |                            |

### 9º posto
| Paralimni 8 marzo 2017, ore 11:00                            | Nuova Zelanda | 3 – 0 | Ungheria | Stadio Tasos Markou |
| \| \| \| \| \| Pereira 37’ White 61’, 90’ \| Marcatori \| \| |               |       |          |                     |
|                                                              |               |       |          |                     |
| Pereira 37’ White 61’, 90’                                   | Marcatori     |       |          |                     |

### 7º posto
| Larnaca 8 marzo 2017, ore 14:30                                                              | Belgio               | 1 – 1        | Austria | Gymnastikos Syllogos Zīnōn |
| \| \| \| \| \| Wullaert 44’ \| Marcatori \| 79’ Aschauer \| \| \| Tiri di rigore 3 – 2 \| \| |                      |              |         |                            |
|                                                                                              |                      |              |         |                            |
| Wullaert 44’                                                                                 | Marcatori            | 79’ Aschauer |         |                            |
|                                                                                              | Tiri di rigore 3 – 2 |              |         |                            |

### 5º posto
| Paralimni 8 marzo 2017, ore 14:30 | Scozia               | 0 – 0                                            | Galles | Stadio Tasos Markou |
| \| \| \| \| \| J. Ross L. Evans Arnot Crichton Weir ? Brown \| Tiri di rigore 6 – 5 \| G. Evans Fletcher James Lawrence Ladd Miles Vine \| |                      |                                                  |        |                     |
| |                      |                                                  |        |                     |
| J. Ross L. Evans Arnot Crichton Weir ? Brown                                                                                               | Tiri di rigore 6 – 5 | G. Evans Fletcher James Lawrence Ladd Miles Vine |        |                     |

### 3º posto
| Larnaca 8 marzo 2017, ore 14:30                                    | Corea del Nord | 2 – 0 | Irlanda | AEK Arena - Georgios Karapatakis |
| \| \| \| \| \| Wi Jong-sim 75’ Kim Ryu-song 85’ \| Marcatori \| \| |                |       |         |                                  |
|                                                                    |                |       |         |                                  |
| Wi Jong-sim 75’ Kim Ryu-song 85’                                   | Marcatori      |       |         |                                  |

### Finale
| Larnaca 8 marzo 2017, ore 18:30                  | Svizzera  | 1 – 0 referto | Corea del Sud | AEK Arena - Georgios Karapatakis |
| \| \| \| \| \| Dickenmann 58’ \| Marcatori \| \| |           |               |               |                                  |
|                                                  |           |               |               |                                  |
| Dickenmann 58’                                   | Marcatori |               |               |                                  |

| Svizzera | Corea del Sud |

#### Formazioni
| P                        | 1  | Gaëlle Thalmann        |  |       |
| D                        | 5  | Noelle Maritz          |  |       |
| D                        | 2  | Jana Brunner           |  |       |
| D                        | 14 | Rahel Kiwic            |  |       |
| D                        | 6  | Selina Kuster          |  | 77’   |
| A                        | 19 | Eseosa Aigbogun        |  |       |
| C                        | 9  | Lia Wälti              |  |       |
| C                        | 22 | Vanessa Bernauer       |  | 89’   |
| C                        | 11 | Lara Dickenmann (c)    |  |       |
| A                        | 10 | Ramona Bachmann        |  | 86’   |
| A                        | 16 | Fabienne Humm          |  | 64’   |
| Sostituzioni:            |    |                        |  |       |
| A                        | 13 | Ana-Maria Crnogorčević |  |       |
| D                        | 4  | Rachel Rinast          |  | , 77’ |
| C                        | 8  | Cinzia Zehnder         |  | 89’   |
| C                        | 17 | Florijana Ismaili      |  | 86’   |
| C                        | 18 | Viola Calligaris       |  | 64’   |
| C                        | 7  | Martina Moser          |  |       |
| P                        | 12 | Stenia Michel          |  |       |
| D                        | 15 | Caroline Abbé          |  |       |
| C                        | 23 | Vanessa Bürki          |  |       |
| A                        | 20 | Sandrine Mauron        |  |       |
| A                        | 24 | Géraldine Reuteler     |  |       |
| Selezionatore:           |    |                        |  |       |
| Martina Voss-Tecklenburg |    |                        |  |       |

| P              | 1  | Kang Ga-ae     |     |     |
|                | 15 | Cho So-hyun    | 25’ |     |
|                | 9  | Yoo Young-a    |     | 46’ |
|                | 6  | Shin Dam-yeong |     |     |
|                | 20 | Lee So-dam     |     | 77’ |
|                | 4  | Jang Sel-gi    |     |     |
|                | 14 | Choe Yu-ri     |     | 64’ |
|                | 3  | Lim Seon-joo   |     |     |
|                | 5  | Kim Hye-ri     |     |     |
| A              | 7  | Ji So-yun      |     |     |
|                | 8  | Kang Yu-mi     |     | 88’ |
| Sostituzioni:  |    |                |     |     |
|                | 2  | Hong Hye-ji    |     |     |
|                | 10 | Lee Min-a      |     |     |
|                | 11 | Moon Mi-ra     |     | 64’ |
|                | 12 | Kwon Eun-som   |     | 77’ |
|                | 13 | Lee Geum-min   |     | 46’ |
|                | 19 | Lee Eun-mi     |     | 88’ |
|                | 21 | Kim Do-yeon    |     |     |
|                | 23 | Min Yukyeong   |     |     |
| Selezionatore: |    |                |     |     |
| Yoon Deok-yeo  |    |                |     |     |

|  | Regole incontro: - 90 minuti. - 30 minuti di tempi supplementari se necessario. - Tiri di rigore se l'incontro finisce in parità. - ??? atlete a disposizione come sostituti. - Quattro sostituzioni massime durante l'incontro. |

## Classifica finale
| Posizione | Squadra        |
| --------- | -------------- |
| 1         | Svizzera       |
| 2         | Corea del Sud  |
| 3         | Corea del Nord |
| 4         | Irlanda        |
| 5         | Scozia         |
| 6         | Galles         |
| 7         | Belgio         |
| 8         | Austria        |
| 9         | Nuova Zelanda  |
| 10        | Ungheria       |
| 11        | Italia         |
| 12        | Rep. Ceca      |

## Statistiche

### Classifica marcatrici
3 reti
- Rosie White

2 reti
- Verena Aschauer
- Nicole Billa
- Tessa Wullaert

- Ho Un-byol
- Wi Jong-sim

- Cristiana Girelli
- Jane Ross

una rete
- Jasmin Eder
- Cho So-hyun
- Kang Yu-mi
- Kim Soo-yun
- Ji So-yun
- Kim Nam-hui
- Kim Yun-mi
- Kim Ryu-song
- Kyong Hyang-ri
- Ri Kyong-hyang
- Lien Mermans
- Janice Cayman

- Maud Coutereels
- Davina Philtjens
- Elien Van Wynendaele
- Davinia Vanmechelen
- Charlie Estcourt
- Helen Ward
- Katie McCabe
- Áine O'Gorman
- Stephanie Roche
- Barbara Bonansea
- Melania Gabbiadini
- Manuela Giugliano

- Alice Parisi
- Daniela Sabatino
- Amber Hearn
- Jasmine Pereira
- Jitka Chlastáková
- Lucie Martínková
- Kateřina Svitková
- Erin Cuthbert
- Lisa Evans
- Kim Little
- Leanne Ross
- Caroline Abbé

- Ana-Maria Crnogorčević
- Lara Dickenmann
- Fabienne Humm
- Rahel Kiwic
- Selina Kuster
- Géraldine Reuteler
- Lia Wälti
- Loretta Németh
- Dóra Zeller